# Църн камен (община Виница)
Църн камен (на македонска литературна норма: Црн Камен) е село в община Виница, Северна Македония.

## География
Селото е разположено североизточно от град Виница, на най-краткия път свързващ град Виница с град Царево село (Делчево) и от там с границата с България при село Логодаж.